# Boninrosenfink
Boninrosenfink (Carpodacus ferreorostris) är en utdöd fågel i familjen finkar inom ordningen tättingar som tidigare förekom i de japanska Boninöarna.

## Utseende och läte
Boninrosenfinken var en rätt stor (18 cm) fink med mycket kraftig, svartaktig näbb. Hanen var rödorange eller scharlakansröd på panna, kinder, ögonbrynsstreck, strupe och övre delen av bröstet, bleknande mot vitt på buken. Resten av fjäderdräkten var olivbrun, på ryggen streckad i mörkbrunt. Honan var enhetligt brun eller olivbrun med gulaktig panna och mörkbruna spetsar på flankfjädrarna.
Dess läte är omskrivet av Heinrich von Kittlitz som en enkel mjuk, ren och ljus ton, ibland upprepad och ibland kortare, ibland längre.

## Utbredning och utdöende
Fågeln förekom i Ogasawaraöarna (även kallade Boninöarna) i Japan, på åtminstone ön Chichijima, men möjligen även Hahajima. Den är endast känd från typexemplaren, formellt insamlade 1827 och 1828 på Chichijima. Exemplaren skiljer sig dock något åt i både storlek och utseende, varför det är fullt möjligt att de kan ha samlats in på andra öar och därmed utgöra egna underarter eller till och med arter. 
När Chichijima besöktes igen 1854 fanns inga fåglar kvar, men däremot getter, hundar, får, katter och råttor införda av valjägare som började besöka öarna på 1830-talet. Sannolikt orsakade de fågelns försvinnande.

## Systematik
Tidigare placerades den som ensam art i släktet Chaunoproctus. Genetiska studier visar dock att den är en del av släktet Carpodacus.
Fågeln kallades tidigare boninstenknäck men blev tilldelad ett nytt svenskt trivialnamn efter nya rön om dess nära släktskap med rosenfinkarna.

## Levnadssätt
Den enda beskrivning av boninrosenfinkens levnadssätt kommer från Heinrich von Kittlitz som besökte Chichijima 1828. Han noterar att den sågs ensam eller i par, mestadels på marken i skogen nära kusten. I dess kräva hittade han inget annat än frukter och bär.